# Playa de El Candado
La playa del Candado, también conocida como playa de Almellones, es una playa del distrito Este de la ciudad de Málaga, en Andalucía, España. Se trata de una playa semiurbana de arena oscura situada en el litoral oriental de la ciudad, entre el puerto El Candado y la playa del Peñón del Cuervo. Tiene unos 200 metros de longitud y unos 30 metros de anchura media. Es una playa muy frecuentada con servicios mínimos.